# Paphiopedilum vietnamense
Paphiopedilum vietnamense é uma espécie de orquídea terrestre, família Orchidaceae, que habita o Vietnam.